# 数羊

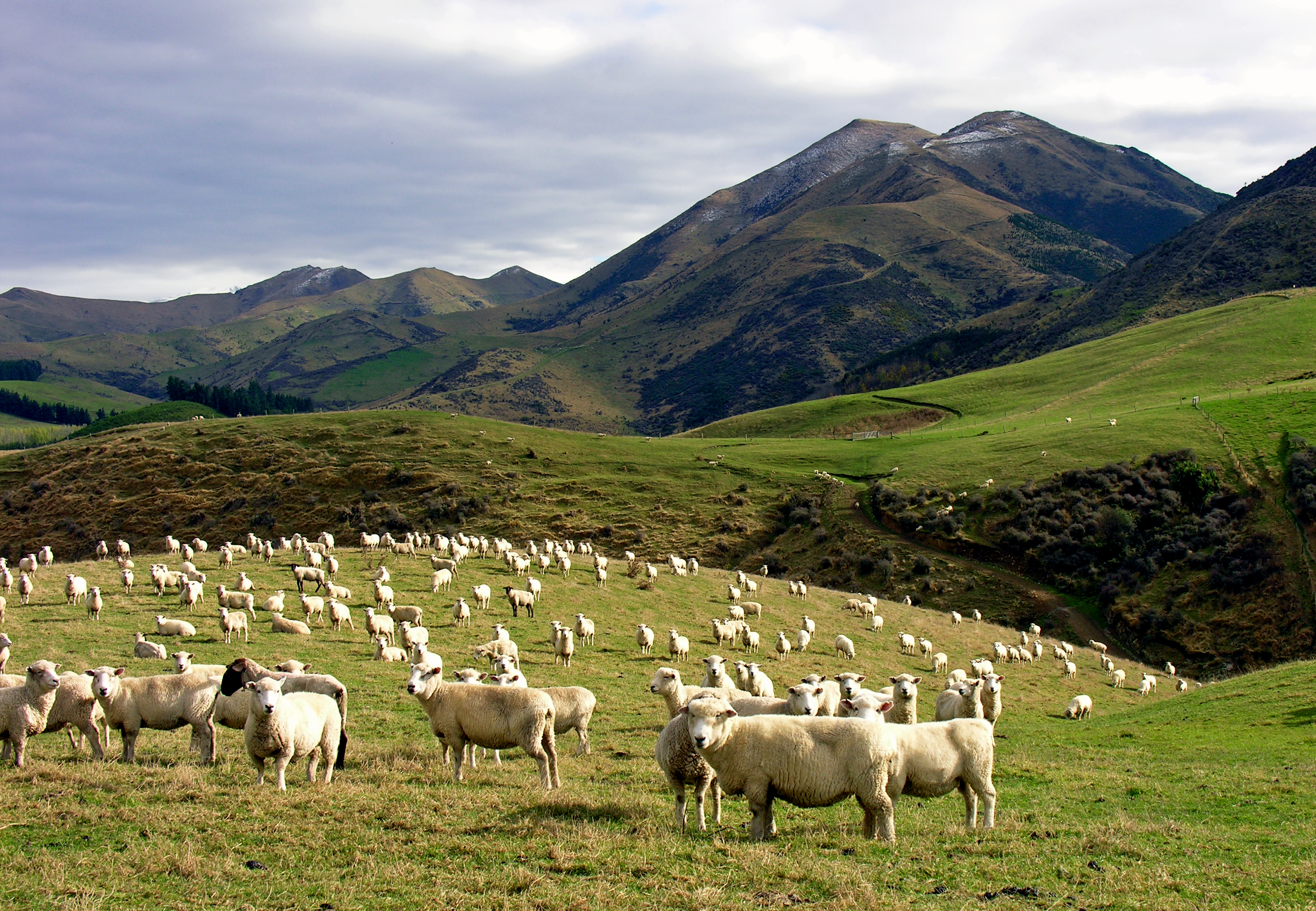
山坡上的羊

在一些国家的文化中，数羊被看作为一种可以让自己精神放松从而入睡的心理暗示活动。通常人们想象出一个场景——有数不清的羊跳出围栏，人们一只一只的数羊的个数。

## 原理
人们推测这种方法可以通过一些简单枯燥的重复行为可以让人感到厌倦，诱导人们入眠，从而缓解失眠症状。
虽然这种方法显得过为老套，对于失眠很难奏效，但它还是经常出现在卡通、影视等作品中，因为这种方法已经深入人心。在英语中，数羊已经成为应对失眠的习惯用语。绵羊或多或少的与睡觉相关，因为英语中羊的“sheep”与睡觉“sleep”谐音。

## 功效
根据牛津大学学者的研究，数羊并不是一个很好的入睡方法。他们认为，想象一个沙滩或者瀑布比单纯的数羊更耗费精力因而更容易入睡。此外，任何耗费精力的复杂活动均可以帮助人们入睡。

## 历史
早在1605年，塞万提斯的著作《堂吉诃德》就曾经描述过通过数羊来帮助睡眠，不过文中描述的是山羊而非綿羊。
"Let your worship keep count of the goats the fisherman is taking across, for if one escapes the memory there will be an end of the story, and it will be impossible to tell another word of it." 